# His Wedding Eve
His Wedding Eve è un cortometraggio muto del 1912 scritto e diretto da Colin Campbell.

## Trama
Thomas Ellis, il giorno delle nozze, è preda di dubbi: nervosamente, si aggira per le strade della città benché manchino solo due ore alla cerimonia. Incontra una bambinaia che ha un incidente e che si storce la caviglia. Lui cerca di prendersi cura della bambina e chiama l'ambulanza. Ma il suo comportamento suscita dei sospetti e Tom viene portato alla stazione di polizia. Quando la situazione viene chiarita, Tom decide di affrontare le proprie responsabilità e corre in chiesa, arrivando giusto in tempo per non far cadere nella disperazione la promessa sposa.

## Produzione
Il film fu prodotto dalla Selig Polyscope Company.

## Distribuzione
Distribuito dalla General Film Company, il film - un cortometraggio di una bobina - uscì nelle sale cinematografiche statunitensi il 1º novembre 1912.